# Красильников, Геннадий Дмитриевич
Краси́льников Генна́дий Дми́триевич  (7 июля 1928 года, с. Алнаши Алнашского района Удмуртской АССР — 11 апреля 1975 года, г. Ижевск) — удмуртский писатель. Член Союза писателей СССР (1957). Председатель правления Союза писателей Удмуртской АССР (1963—1974). Лауреат Государственной премии Удмуртской АССР (1972), Председатель Верховного Совета Удмуртской АССР (1963—1967).

## Биография
Геннадий Красильников родился 7 июля 1928 года в селе Алнаши (ныне Удмуртия) в крестьянской семье. После окончания школы работал в редакциях районной газеты «Алнашский колхозник». В 1946 году был призван на военную службу, проходил подготовку в Ленинградском училище Военных Сообщений, но через полгода был уволен из вооружённых сил по состоянию здоровья. Вернувшись в Алнаши, работал инструктором Осоавиахима, воспитателем в детском доме. В конце 1949 года — сотрудник республиканской газеты «Советская Удмуртия». В 1957 году с отличием окончил Литературный институт имени А. М. Горького. В 1963—1974 годах — председатель правления Союза писателей Удмуртской АССР. Внёс большой вклад в развитие удмуртской литературы, заметно отойдя в своих произведениях от основных канонов соцреализма.
Депутат Верховного Совета РСФСР (1961—63 гг. и 1967—71 гг.). Депутат Верховного Совета Удмуртской АССР (1961—67 гг. и 1971—75 гг.), одновременно — Председатель Верховного Совета Удмуртской АССР (20 марта 1963 года — 28 марта 1967 года).
Скончался в возрасте 46 лет 11 апреля 1975 года в Ижевске. Похоронен на Хохряковском кладбище.

## Творчество
Первые произведения Геннадия Красильникова увидели свет в конце 1940-х годов. Первая книга писателя «Огшоры нунал» вышла в Удмуртском книжном издательстве в 1953 году, она состояла из одиннадцати рассказов. Его перу принадлежат романы «Тӧлсяська» (Пустоцвет), «Арлэн кутсконэз» (Начало года) и повести «Вуж юрт» (Старый дом), «Тонэн кылисько» (Остаюсь с тобой). Печатался в журналах «Дружба народов», «Урал», «Смена», «Советский воин», «Огонёк» и др. Многие его произведения являются яркими представителями «деревенской прозы». В своих произведениях он показывает трагическую борьбу колхозного строительства и старых обычаев и мироощущений крестьянства. В последние годы жизни Красильников обратился к малой прозаической форме.
Рассказ «Ожидание» вошёл в третий том трёхтомного издания «Рассказы советских писателей», выпущенного издательством «Художественная литература» в 1982 году.

## Награды и премии
- Орден «Знак Почёта» (1958)
- Орден Трудового Красного Знамени (28.10.1967)
- Медаль «В ознаменование 100-летия со дня рождения Владимира Ильича Ленина» (1970)
- Государственная премия Удмуртской АССР (1972)
- Почётная грамота Президиума Верховного Совета УАССР

## Хронология
- 1928, 7 июля. — Родился в удмуртской крестьянской семье.
- 1945 — Закончил Алнашскую среднюю школу с похвальной грамотой.
- 1945—1950 — Работа в газете «Алнашский колхозник» с перерывами.
- 1950—1952 — Работа в газете «Советской Удмуртия» и на удмуртском радио.
- 1950 — Напечатан первый рассказ «Хозяин земли» в газете «Советской Удмуртия».
- 1952—1957 — Учёба в литературном институте имени М. Горького в Москве.
- 1952 — Женился на враче Зинаиде Степановне Мосовой.
- 1953 — Вышла первая книга с рассказами «Простой день» в Удмуртском издательстве.
- 1953 — Родился сын Алексей.
- 1956 — Вышла книга «Вуж юрт» («Старый дом») — дипломная работа.
- 1957 — Принят в Союз писателей СССР.
- 1957—1963 — Жил и работал в Алнашах, являлся писателем-профессионалом.
- 1958 — Книга «Старый дом» вышла в Удмуртском издательстве в авторском переводе под названием «С людьми».
- 1959 — В издательстве «Советский писатель» вышла книга «Старый дом» в авторском переводе.
- 1960 — Вышла книга «Остаюсь с тобой».
- 1961 — Вышла книга «Остаюсь с тобой» на русском языке с несколькими рассказами в авторском переводе.
- 1961 — Вышла книга с очерком «Человек и хлеб» на удмуртском и русском языках.
- 1961—1963; 1967—1972 — Депутат Верховного Совета РСФСР.
- 1961—1967; 1972—1975 — Депутат Верховного Совета УАССР.
- 1962 — Вышла книга «Пустоцвет» — вторая книга дилогии «Олексан Кабышев».
- 1963—1974 — Председатель Союза писателей УАССР.
- 1965 — Вышла книга «Начало года».
- 1967 — В издательстве «Советская Россия» вышел сборник с рассказами «Начало года».
- 1968 — Вышла книга в авторском переводе на русский язык «Начало года».
- 1971 — Вышел сборник с рассказами «Уходящий пусть уходит».
- 1972 — Получил Государственную премию УАССР за роман-дилогию «Олексан Кабышев» и повесть «Остаюсь с тобой».
- 1975 — В издательстве «Современник» вышел сборник с рассказами «Зеленые бусы», все рассказы — авторский перевод.
- 1975, 11 апреля — После долгой болезни ушел из жизни.

## Музей-квартира Красильникова
Открыт музей в 1989 году в честь 100-летия удмуртской литературы. Располагается по адресу Ижевск, ул. Максима Горького, дом 45, квартира 18. Музей организовывает различные литературные и просветительские мероприятия, например, участвует в проведении «Библионочи» и «Ночи музеев».

## Дом-музей Красильникова
В 1991 году в селе Алнаши был открыт дом-музей Геннадия Красильникова. Находится он именно в том доме, который построил сам писатель, получив гонорар за повесть «Старый дом». После открытия дом-музей стал филиалом Национального музея Удмуртской Республики. На здании дома-музея Красильникова установлена мемориальная доска, которая появилась тут в 1978 году. Одна из улиц села названа именем писателя. Мемориальный дом-музей Г. Д. Красильникова является отделом муниципального бюджетного учреждения культуры "Алнашский историко-литературный музей муниципального образования «Алнашский район».